# Poricellaria ratoniensis
Poricellaria ratoniensis is een mosdiertjessoort uit de familie van de Poricellariidae. De wetenschappelijke naam van de soort is voor het eerst geldig gepubliceerd in 1887 door Waters.